# لودوغورتس أرينا
لودوغورتس أرينا هو ملعب متعدد الأغراض يقع في رازغراد، بلغاريا، يتسع لجلوس 7،700 متفرج. وهو الملعب الرسمي لفريق لودوغورتس رازغراد.

## التاريخ
افتتح الملعب في 21 سبتمبر 2011. تمت توسعته في 2013، 2015.